# Hokki du Tibet
Crossoptilon harmani
Espèce
Statut de conservation UICN

 NT  : Quasi menacé
Statut CITES
Le Hokki du Tibet (Crossoptilon harmani, tibétain : བྱ་ཝང་སྔོན་མོ, Wylie : bya wang sngon mo) est une espèce d'oiseaux de la famille des Phasianidae.

## Distribution
Sud-est du Tibet, à l’ouest jusqu’à la vallée Tsangpo, à l’est jusqu’à la région de Yigrong, au nord jusqu’à 80 km au nord de Lhassa et au sud dans la région de Towang ; extrême nord-est de l’Arunachal Pradesh.

## Habitat
Il est inféodé aux prairies sub-alpines, aux broussailles alpines, aux buissons bordant les rivières et aux clairières dans les bois de conifères et mixtes (3000-5000 m), descendant à plus basse altitude en hiver. Lu & Zheng (2000) l’ont observé dans des prairies parsemées de buissons de Rosa sericea, Berberis hemleyana, Sabina pingii, Spirace mollifolia, Rhododendron sp. dominés par des Salix sclerophylla à plus basse altitude.

## Comportement non social
Dans les secteurs où il n’est pas dérangé, le hokki du Tibet est très confiant au point de se nourrir à proximité des habitations. Ailleurs, il est farouche et prudent, s’envolant en cas de danger et capable alors de parcourir de grandes distances jusque dans les vallées en contrebas. Le vol n’est pas le mode de déplacement le plus courant (Hennache & Ottaviani 2006). D’après Lu & Zheng (2000), il ne sert qu’à se percher, se déplacer de branche en branche dans les arbres dortoirs, fuir un prédateur ou un congénère dominant. Chaque groupe est gardé par un mâle dominant.